# Expo Québec
Expo Québec est un événement annuel qui se tenait à Québec durant douze jours à la fin août. Il marquait ainsi la fin de la saison estivale et de ses festivals. L'exposition avait lieu sur les terrains d'ExpoCité, dans le quartier Lairet. Sa dernière édition a eu lieu en 2015.
Il s'agit à la fois d'une foire agricole, d'une foire commerciale et d'un parc d'attractions temporaire. L'événement comportait également une programmation artistique et culturelle variée. Il accueillait près de 400 000 visiteurs par an.

## Historique
Une toute première exposition à Québec est organisée derrière le manège militaire des plaines d'Abraham le 20 octobre 1818 par la Société d'agriculture de Québec. Plus tard, une exposition à l'échelle de la province est créée dans les années 1850. La Ville la reçoit pour la première fois en 1854 puis à quelques reprises en alternance avec Montréal.
En 1892, à l'instigation du sénateur Philippe Landry, la Compagnie de l'Exposition de Québec est créée. Sa première édition se déroule le 1894, toujours sur les plaines d'Abraham. Le 7 janvier 1898, la compagnie acquiert au coût de 15 000 dollars canadiens la propriété Gowen, aujourd'hui le site d'ExpoCité. Des bâtiments sommaires accueillent une première exposition le 12 septembre 1898.
En 1911, la Ville de Québec acquiert les terrains de la compagnie et crée la Commission de l’Exposition Provinciale. Des pavillons permanents sont construits. Dès 1921, l'Exposition provinciale accueille 50 000 visiteurs.
En 2016, la Ville de Québec décide de prendre une pause d'un an et de ne pas tenir l'exposition pour l'été 2016, une première en 105 ans. Le maire de la Ville, Régis Labeaume, souhaitait que cet événement ne soit plus pris en charge par la Ville mais par le secteur privé. Aucune édition d'Expo-Québec n'eut lieu en 2016. En 2017, un événement, la Grande Foire de Québec, a lieu au même endroit mais opéré par deux entreprises privées spécialisées dans les manèges et jeux de fêtes foraines soit Beauce Carnaval et Amusement Spectaculaire. Cet événement n'inclut pas tous les volets qui étaient présents lors des éditions d'Expo-Québec. Depuis 2017, cet événement est géré par les compagnies opérant des manèges. 

### Foire agricole
Le volet agricole d'Expo Québec constitue l'exposition agricole provinciale du Québec, point culminant de la saison des expositions agricoles régionales. Les jugements d'animaux et autres prix récompensent les agriculteurs les plus méritants du Québec.

## Thèmes
- 1972 : De plus en plus, de mieux en mieux... Expo-Québec.

## Pavillons et places
(juin 2014).
- Pavillon de la Jeunesse
  - Sert de lieu de jugement pour les gros animaux, et pour des spectacles hippiques.
- Centre de foires de Québec
  - Ce vaste et moderne édifice accueille le Carrefour agro-alimentaire.
- Pavillon de l'industrie et du commerce
  - Ce pavillon, construit en 1923 sur les plans de l'architecte Adalbert Trudel, est inspiré des Abattoirs de la Mouche de Lyon[3]. Il a abrité jusqu'en 1997 la portion commerciale d'Expo-Québec, et il abrite depuis ce temps les chevaux et d'autres espèces, sous le nom de Pavillon des animaux.
- Pavillon de la France
  - Ce pavillon sert de pont entre Québec et la France par la présentation de régions françaises, de produits alimentaires locaux, d'artistes et de festivals.
- Bistro SAQ
  - Le Bistro SAQ est l'endroit où l'on peut prendre un verre, tout en regardant un spectacle de musique ou d'humour. Des spécialistes de la SAQ s'y retrouve aussi pour donner des conseils et astuces.

## Hommages
- Le logo d'Expo-Québec fut représenté sur une pièce d'un dollar, en 1985, des Dollars du Carnaval de Québec. Ces pièces de monnaie symboliques étaient vendues chez les commerçants du Vieux-Québec durant la tenue du Carnaval et leur valeur se terminait à la fin de l'édition du carnaval de l'année de frappe de la pièce[6].

- Le Parc de l'Exposition a été nommée en l'honneur de l'Exposition provinciale de Québec en 1991 et la rue de l'Exposition, en 1997, sur les lieux d'Expocité.